# واتا غربی
واتا غربی (به لاتین: West Watta) یک منطقهٔ مسکونی در سری‌لانکا است که در استان مرکزی (سری‌لانکا) واقع شده‌است.